# Dassel
Dassel là một đô thị thuộc bang Lower Saxony, Đức. Đô thị này nằm ở huyện Northeim, gần các đồi của dãy núi Solling. Dân số cuối năm 2006 là 10.975 người.